# 羽田斉
羽田 斉（はた の むごえ）は、飛鳥時代の貴族。姓は朝臣。官位は正五位上・造薬師寺司。

## 出自
波多氏（羽田氏・八多氏）は、『新撰姓氏録』「右京皇別」の「八多朝臣」の項目によると、「石川朝臣同祖、武内宿禰命之後也」としている。『古事記』では、林臣・波美臣・星川臣・淡海臣・長谷部之君同様、建内宿禰の子供の波多八代宿禰の後裔とされている。
「波多」は地名によるもので、『和名類聚抄』には大和国高市郡波多郷（現在の奈良県高市郡明日香村の村畑、高取町）がある。延喜式の神名式には、高市郡波多神社が載せられている。推古天皇18年（610年）、『日本書紀』巻第二十二の推古天皇20年（612年）には、
とある。
『日本書紀』巻第二十九によると、天武天皇13年（684年）の八色の姓では、波多臣は朝臣を賜与されている。

## 経歴
『書紀』巻第三十によると、持統天皇3年（689年）6月、
とある。彼らの撰ぼうとした『善言』という書であるが、南朝宋の范泰の『古今善言』を模範にした説話集であったが、刊行されず、『日本書紀』の資料にされたと言われている。
『続日本紀』巻第一によると、文武天皇4年（700年）、直広参（正五位下相当）の牟後閉を、周防総領に任じ、巻第二では、翌大宝元年（701年）に正五位上の牟後閉を造薬師寺司に任命した、とある。